# Chenggong

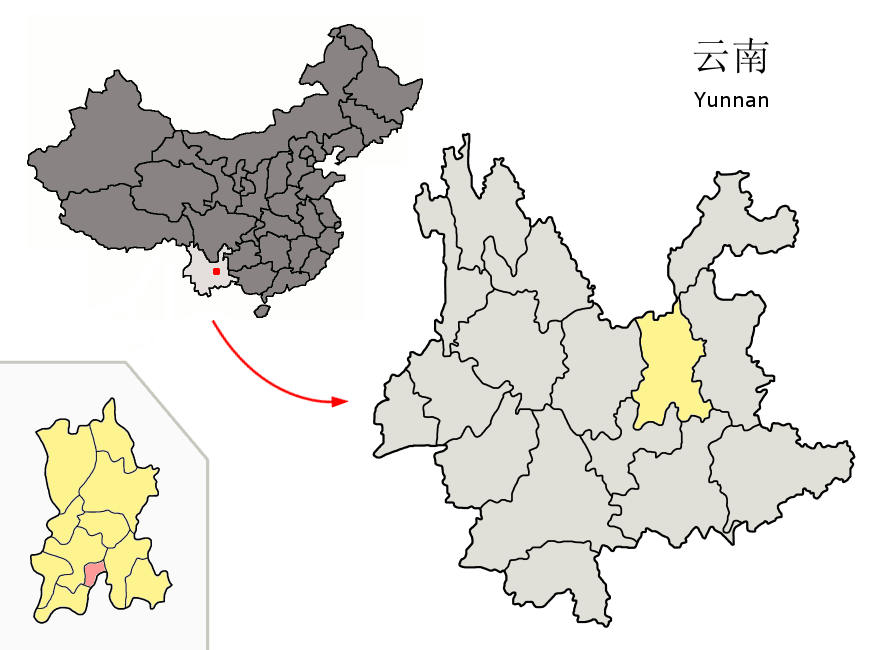
Lage des Stadtbezirks Chenggong (rosa) in der bezirksfreien Stadt Kunming (gelb)

Chenggong (呈贡区,  Chénggòng Qū) ist ein Stadtbezirk in der bezirksfreien Stadt Kunming, der Hauptstadt der Provinz Yunnan im Südwesten Chinas. Er hat eine Fläche von 499,1 km² und zählt 649.501 (Stand: Zensus 2020). Seit dem 20. Mai 2011, als der Kreis Chenggong zum Stadtbezirk gemacht wurde, befindet sich der Sitz der Stadtregierung von Kunming in der Jinxiu-Straße (锦绣大街) Chenggongs.

## Administrative Gliederung
Auf Gemeindeebene setzt sich der Kreis aus drei Großgemeinden und vier Gemeinden zusammen. Diese sind:
- Großgemeinde Longcheng 龙城镇
- Großgemeinde Luoyang 洛羊镇
- Großgemeinde Dounan 斗南镇
- Gemeinde Dayu 大渔乡
- Gemeinde Wujiaying 吴家营乡
- Gemeinde Majinpu 马金铺乡
- Gemeinde Qidian 七甸乡